# Nereo Champagne
Nereo Champagne, né le 20 janvier 1985 à Salto (Argentine), est un footballeur argentin. Il évolue au poste de gardien de but.

## Biographie
Son nom « Champagne » vient du fait que ses grands-parents habitaient en Champagne-Ardenne[réf. souhaitée].

## Palmarès
- Champion du monde des -20 ans avec l'Argentine -20 ans en 2005 (0 match).